# Ша (буква армянского алфавита)
Շ, շ (арм. շաо файле, ша) — двадцать третья буква армянского алфавита. Создал Месроп Маштоц в 405—406 годах.

## Использование
И в восточноармянском, и в западноармянском языках обозначает звук [ʃ]. Числовое значение в армянской системе счисления — 500.
Использовалась в курдском алфавите на основе армянского письма (1921—1928) для обозначения звука [ʃ].
В системах романизации армянского письма передаётся как š (ISO 9985), sh (ALA-LC, BGN/PCGN). В восточноармянском шрифте Брайля букве соответствует символ ⠱ (U+2831), а в западноармянском — ⠩ (U+2829).

## Кодировка
И заглавная, и строчная формы буквы ша включены в стандарт Юникод начиная с версии 1.0.0 в блоке «Армянское письмо» (англ. Armenian) под шестнадцатеричными кодами U+0547 и U+0577 соответственно.

## Галерея

Округлый еркатагир
Прямолинейный еркатагир
Болоргир
Нотргир
Шхагир